# Trần Thị Hồng Thanh
Trần Thị Hồng Thanh (sinh ngày 6 tháng 4 năm 1977) là nữ Đại biểu Quốc hội nước Cộng hòa xã hội chủ nghĩa Việt Nam. Bà hiện là Tỉnh ủy viên, Phó Trưởng Đoàn Đại biểu Quốc hội chuyên trách tỉnh Ninh Bình, Đại biểu Quốc hội khóa XV từ Ninh Bình. Bà từng là Phó Bí thư thường trực Thành ủy, Chủ tịch Hội đồng nhân dân thành phố Tam Điệp, Ninh Bình.
Trần Thị Hồng Thanh là đảng viên Đảng Cộng sản Việt Nam, học vị Thạc sĩ Luật, Cao cấp lý luận chính trị. Bà có sự nghiệp đều công tác ở quê nhà Ninh Bình.

## Xuất thân và giáo dục
Trần Thị Hồng Thanh sinh ngày 6 tháng 4 năm 1977 tại phường Bắc Sơn, thành phố Tam Điệp, tỉnh Ninh Bình, quê quán ở xã Yên Nhân, huyện Yên Mô, tỉnh Ninh Bình. Bà lớn lên và tốt nghiệp phổ thông ở Tam Điệp, học đại học ở Hà Nội và tốt nghiệp Cử nhân Luật, tiếp tục học cao học và nhận bằng Thạc sĩ Luật. Bà được kết nạp Đảng Cộng sản Việt Nam vào ngày 26 tháng 4 năm 2004, trở thành đảng viên chính thức sau đó 1 năm, từng theo học các khóa chính trị ở Học viện Chính trị Quốc gia Hồ Chí Minh và tốt nghiệp Cao cấp lý luận chính trị.

## Sự nghiệp
Tháng 6 năm 2001, Trần Thị Hồng Thanh bắt đầu công tác Đoàn Thanh niên Cộng sản Hồ Chí Minh, là cán bộ chuyên trách Thị đoàn Tam Điệp, tỉnh Ninh Bình. Sau đó 1 năm, vào tháng 4 năm 2002, bà chuyển sang Hội Liên hiệp Phụ nữ thị xã Tam Điệp làm cán bộ chuyên trách. Tháng 11 năm 2004, bà được điều tới Văn phòng Hội đồng nhân dân và Ủy ban nhân dân thị xã Tam Điệp làm Chuyên viên tổng hợp, đến tháng 1 năm 2008 thì được bổ nhiệm làm Phó Trưởng phòng Tư pháp thị xã Tam Điệp, rồi dần được giao nhiệm vụ phụ trách phòng, Quyền Trưởng phòng từ tháng 12 cùng năm, và là Trưởng phòng từ tháng 1 năm 2010. Tháng 7 năm 2010, bà được bầu vào Ban Chấp hành Đảng bộ thị xã Tam Điệp, cho đến năm 2015, khi thị xã được chuyển đổi thành thành phố, bà là Thành ủy viên, nhậm chức Phó Chủ nhiệm thường trực Ủy ban Kiểm tra Thành ủy phụ trách cơ quan. Tháng 7 năm 2015, bà được bầu vào Ban Thường vụ Thành ủy, là Chủ nhiệm Ủy ban Kiểm tra Thành ủy Tam Điệp, Trưởng ban Pháp chế Hội đồng nhân dân thành phố, công tác 1 nhiệm kỳ cho đến tháng 7 năm 2020 thì nhậm chức Phó Bí thư thường trực Thành ủy Tam Điệp, Chủ tịch Hội đồng nhân dân thành phố.
Tháng 11 năm 2020, Trần Thị Hồng Thanh được bầu vào Ban Chấp hành Đảng bộ tỉnh Ninh Bình tại Đại hội Đảng bộ tỉnh lần thứ XXII, nhiệm kỳ 2020–2025. Sang năm 2021, bà được Ủy ban Mặt trận Tổ quốc Việt Nam tỉnh giới thiệu tham gia ứng cử đại biểu Quốc hội từ Ninh Bình, thuộc đơn vị bầu cử số 2 gồm thành phố Tam Điệp, huyện Kim Sơn, Yên Khánh, Yên Mô, rồi trúng cử Đại biểu Quốc hội khóa XV với tỷ lệ 92,58%. Ngày 23 tháng 7 năm 2021, bà được phê chuẩn làm Phó Trưởng Đoàn Đại biểu Quốc hội chuyên trách tỉnh Ninh Bình.